# VI Liceum Ogólnokształcące im. Wacława Sierpińskiego w Gdyni
VI Liceum Ogólnokształcące im. Wacława Sierpińskiego w Gdyni znajduje się w dzielnicy Wzgórze Św. Maksymiliana. Założone zostało dnia 26 kwietnia roku 1972 uchwałą Kuratorium Okręgu Szkolnego Gdańskiego. Powstało ono na bazie klas przeniesionych w roku 1971 z III Liceum Ogólnokształcącego do budynku Szkoły Podstawowej nr 4 przy ulicy Kopernika 34. Dyrektorem VI Liceum Ogólnokształcącego został mgr Józef Zając, zastępcą Józef Kasicz.
Szkoła kształci uczniów w klasach profilowanych:
- klasie A – matematyczno-fizycznej z j.angielskim
- klasie B (+F) – matematyczno-geograficznej
- klasie C – matematyczno-informatycznej-fizycznej
- klasie D – polonistyczno-historyczna/matematyczna z rozszerzoną wiedzą o społeczeństwie
- klasie E – matematyczno-biologiczno-chemicznej

## Znani absolwenci
- Dorota Arciszewska-Mielewczyk – polska parlamentarzystka
- Agata Bieńkowska – polska śpiewaczka operowa
- Aleksandra Kosiorek – prezydent Gdyni
- Zbigniew Kozak – polski parlamentarzysta
- Adriana Niecko – polska dziennikarka i prezenterka telewizyjna
- Wojciech Pertkiewicz – prezes Arki Gdynia
- Jacek Zaucha – polski ekonomista